# John Barrymore

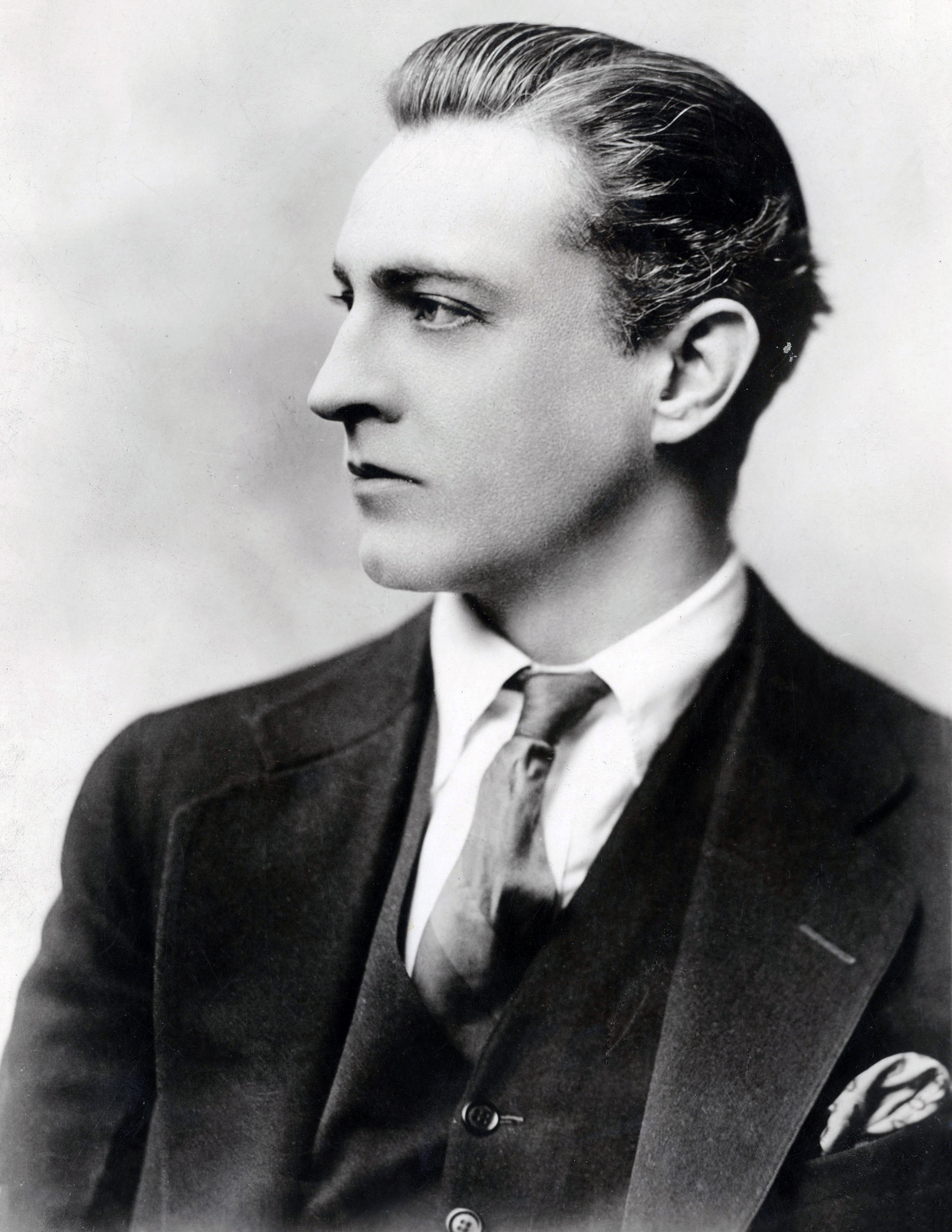
John Barrymore (1918)

John Barrymore (eigentlich John Sidney Blyth; * 14. Februar 1882 in Philadelphia, Pennsylvania; † 29. Mai 1942 in Los Angeles, Kalifornien) war ein US-amerikanischer Schauspieler, der in den ersten Jahrzehnten des 20. Jahrhunderts zu den erfolgreichsten und angesehensten US-Schauspielern zählte. Nachdem er als Theaterschauspieler am Broadway zur Berühmtheit gelangt war, wurde er in den 1920er- und 1930er-Jahren zum Hollywood-Star.

## Schauspielkarriere
John Barrymore war der dritte Sohn des amerikanischen Theaterschauspielerehepaars Maurice Barrymore (eigentlich: John Sidney Blyth) und Georgie Drew. Nach seinem Bruder Lionel Barrymore (1878–1954) und seiner Schwester Ethel Barrymore (1879–1959) war er der jüngste der berühmten Fabulous Barrymores. Alle drei Geschwister sollten bekannte Bühnen- und Filmschauspieler werden.
John Barrymore gab sein Theaterdebüt 1903 in dem Stück Magda. Er wurde bald einer der bekanntesten Bühnenschauspieler seiner Zeit dank Erfolgen in Stücken wie The Affairs of Anatol, Peter Ibbetson und Redemption. Den Höhepunkt seiner Bühnenlaufbahn erreichte er Anfang der 1920er mit Auftritten in Richard III. und als Hamlet von William Shakespeare. Er war damals als the Perfect Profile bekannt und galt als Mann mit der schönsten Stimme der Welt. Sein Spitzname The Great Lover bezog sich sowohl auf seinen Erfolg als Darsteller romantischer Helden als auch auf seine zahllosen Affären. Schon 1913 war Barrymore das erste Mal in einem Film aufgetreten und konnte 1920 einen großen Erfolg in Dr. Jekyll und Mr. Hyde unter der Regie von John S. Robertson feiern. Mitte der Dekade unterschrieb er einen sehr lukrativen Vertrag mit Warner Brothers, die 1926 seinen Film Don Juan zum ersten Mal auf einem extra Tonträger mit Musik von William Axt und Toneffekten unterlegten. Der Erfolg des Projekts führte zu weiteren Investitionen des Studios in die Entwicklung des Tonfilms. Das Aufkommen des neuen Mediums verhalf dem Schauspieler zu einer neuen Karriere, da er nunmehr seine berühmte sonore Stimme wirkungsvoll zum Einsatz bringen konnte.

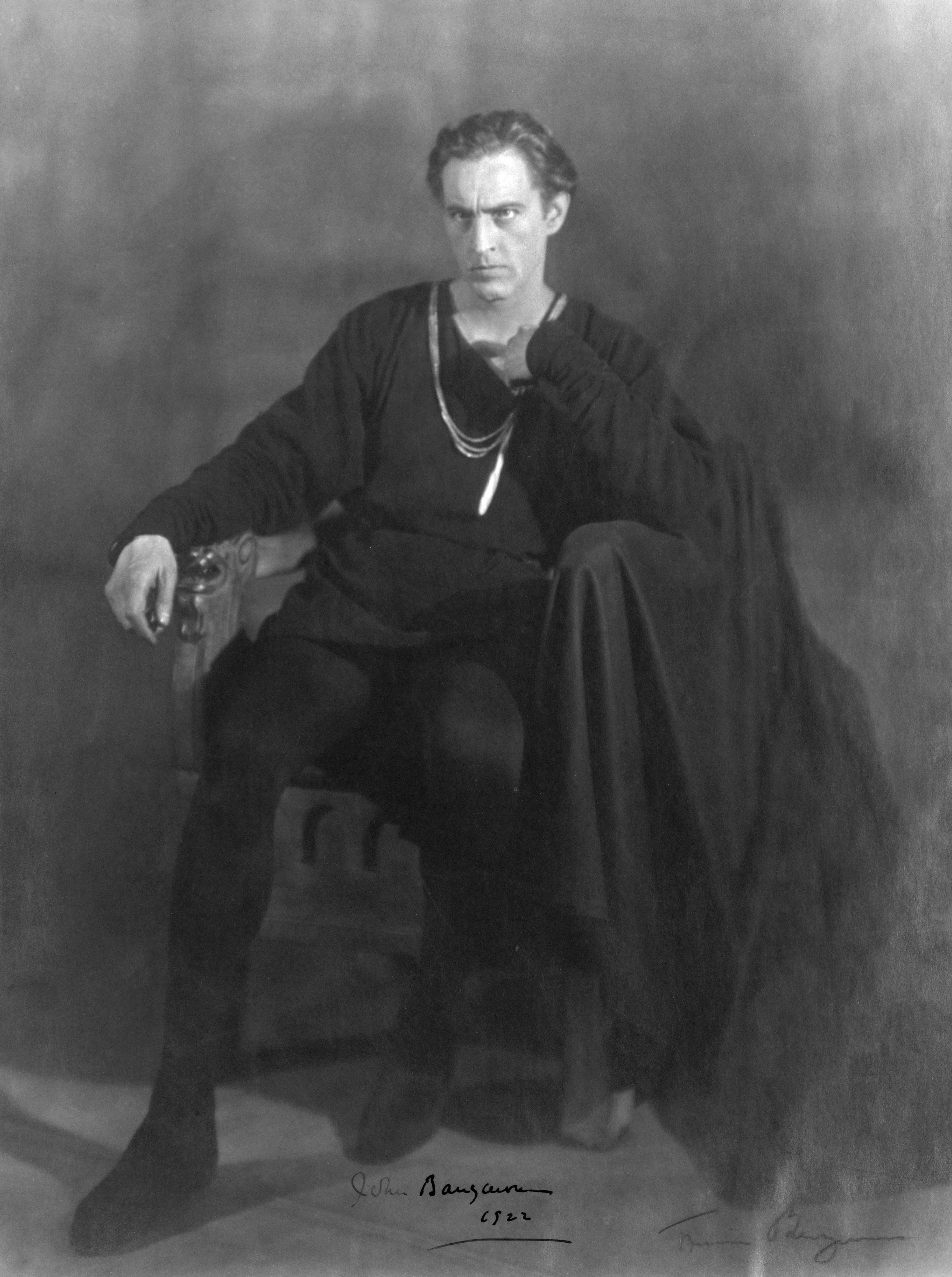
John Barrymore als Hamlet (1922)

Ab diesem Zeitpunkt arbeitete Barrymore hauptsächlich als Filmdarsteller.  Irving Thalberg lockte den Schauspieler für eine Gage von bis zu 150.000 Dollar zu MGM und schaffte es, 1932 alle drei Geschwister für das Drama Rasputin: Der Dämon Rußlands vor die Kamera zu holen. Im selben Jahr trat Barrymore neben Greta Garbo, Joan Crawford und Wallace Beery in Menschen im Hotel auf, der ersten Produktion mit einer Starbesetzung. Ende 1932 war John Barrymore in Eine Scheidung an der Seite von Katharine Hepburn zu sehen, wo Hepburn ihr Leinwanddebüt gab. Barrymore spielt einen Mann, der aufgrund einer mentalen Erkrankung jahrelang im Sanatorium verbringt und am Tag der Hochzeit seiner Tochter wieder auftaucht. Eine ganz andere Rolle hatte er in Topaze als charmanter Betrüger, der mit seiner Geliebten, gespielt von Myrna Loy, einen Coup plant. David O. Selznick, der Produzent von Topaze, gab Barrymore im Folgejahr noch zwei gute Rollen; zum einen in Dinner um acht neben Marie Dressler und Jean Harlow sowie in Nachtflug, wo er an der Seite von Clark Gable und Helen Hayes mitwirkte. 1934 drehte John Barrymore unter der Regie von Howard Hawks mit Napoleon vom Broadway eine der ersten Screwball-Komödien.
John Barrymore war danach hauptsächlich in Nebenrollen zu sehen, so wirkte er 1936 in George Cukors Romeo und Julia als Mercutio und 1938 in Marie-Antoinette als  Ludwig XV. mit. In den folgenden Jahren machte sich Barrymores langjähriger Alkoholismus zusehends auch beruflich bemerkbar, sodass er immer schwerer Rollen bekam. Nach dem Auftritt 1939 als exzentrischer Graf in der Filmkomödie Enthüllung um Mitternacht, seiner letzten A-Produktion, spielte John Barrymore bis zu seinem Tod nur noch in zweitklassigen Filmen wie The Great Profile (1940) und Playmates (1941) von David Butler, die seinen ehemaligen Ruhm ausbeuteten und ihn meist als Karikatur seiner selbst darstellten. Auch daher wandte er sich in seinen letzten Lebensjahren wieder vermehrt dem Theater zu.

## Privatleben
John Barrymore verstarb 1942 im Alter von 60 Jahren an einem Herzinfarkt, als er sich gerade auf einen selbstironischen Auftritt in einer Radioshow von Rudy Vallée vorbereitete. Zu diesem Zeitpunkt war das öffentliche Ansehen Barrymores an einem Tiefpunkt, und sein turbulentes Privatleben war häufiger Inhalt von Klatschzeitschriften.  Der Schauspieler war viermal verheiratet: von 1910 bis 1917 mit der Schauspielerin Katherine Corri Harris (1890–1927), von 1920 bis 1928 mit der Schauspielerin und Autorin Blanche Oelrichs, von 1928 bis 1934 mit der ebenfalls berühmten Filmschauspielerin Dolores Costello sowie von 1936 bis 1940 mit der Schauspielerin Elaine Barrie (1915–2003). Alle Ehen wurden geschieden. Er hatte drei Kinder: Diana Barrymore (1921–1960), Dolores Ethel Mae Barrymore (* 1930) und John Drew Barrymore (1932–2004), dessen Tochter – und somit John Barrymores Enkelin – Drew Barrymore ebenfalls Schauspielerin ist.
Vor seiner ersten Ehe hatte er eine Beziehung mit Evelyn Nesbit. Die daraus resultierende Schwangerschaft wurde abgebrochen.

## Rezeption

John Barrymores Stern auf dem Hollywood Walk of Fame

Seine Tochter Diana Barrymore, die selbst ihr Leben lang unter Alkoholismus litt, beschrieb ihren Vater in ihrer eigenen Biografie Too Much, Too Soon von 1957 als manipulativen, krankhaften Egomanen. In der gleichnamigen Verfilmung von 1958 (die in Deutschland als Ihr Leben war ein Skandal in die Kinos kam) übernahm Errol Flynn, damals selbst bereits von Alkoholsucht gezeichnet, den Part von John Barrymore.
George Simon Kaufman parodierte Barrymore in seiner sehr erfolgreichen Komödie The Royal Family (1927), in Paul Rudnicks Stück I Hate Hamlet (1991) tritt der Schauspieler als Geist auf. Für seine Darstellung des alten John Barrymore in William Luces Stück Barrymore gewann Christopher Plummer im Jahr 1997 den Tony Award als Bester Hauptdarsteller. Plummer spielte diese Rolle nochmals 2011 in der Verfilmung des Theaterstücks.

## Filmografie

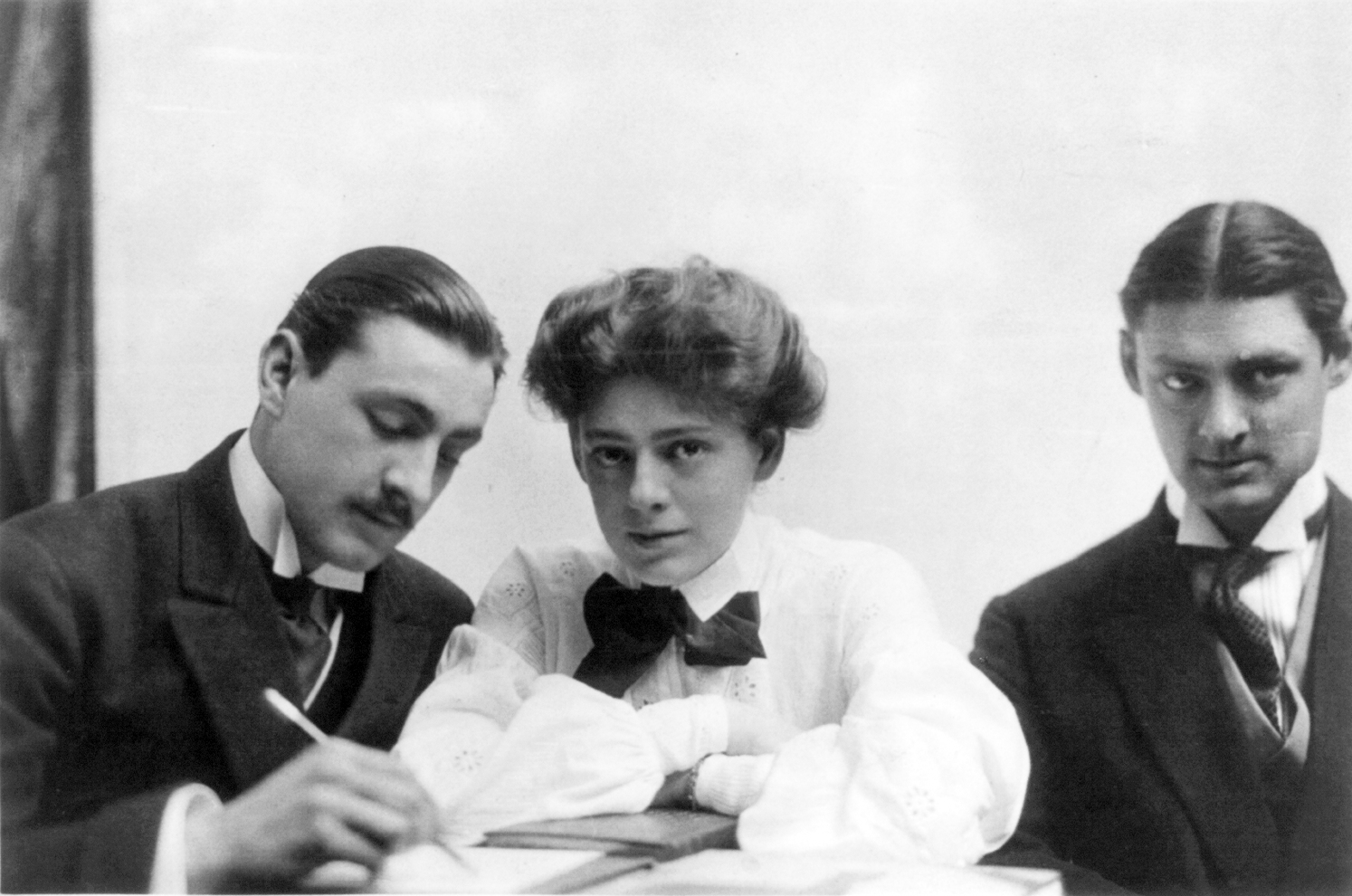
John Barrymore (links) mit seinen ebenfalls bekannten Geschwistern Lionel Barrymore und Ethel Barrymore (1904)

- 1912: The Dream of a Moving Picture Director (Kurzfilm)
- 1912: The Widow Casey’s Return (Kurzfilm)
- 1912: Just Pretending (Kurzfilm)
- 1912: A Prize Package (Kurzfilm)
- 1913: One on Romance (Kurzfilm)
- 1914: An American Citizen (Kurzfilm)
- 1914: The Man from Mexico
- 1915: Are You a Mason?
- 1915: The Dictator
- 1915: The Incorrigible Dukane (Kurzfilm)
- 1916: Nearly a King
- 1916: The Lost Bridegroom
- 1916: The Red Widow (Kurzfilm)
- 1917: Raffles, the Amateur Cracksman
- 1917: National Red Cross Pageant
- 1918: On the Quiet
- 1919: Here Comes the Bride
- 1919: The Test of Honor
- 1920: Dr. Jekyll und Mr. Hyde (Dr. Jekyll and Mr. Hyde)
- 1921: The Lotus Eater
- 1922: Sherlock Holmes
- 1924: Die Liebesaffären des Beau Brummel – Glück und Ende des englischen Casanovas (Beau Brummel)
- 1925: Ben Hur (Statist)
- 1926: Wenn Meer und Himmel sich berühren (The Sea Beast)
- 1926: Don Juan
- 1927: Das Galeerenschiff (When a Man Loves)
- 1927: Der Bettelpoet (The Beloved Rogue)
- 1928: Wetterleuchten (Tempest)
- 1929: Der König der Bernina (Eternal Love)
- 1929: The Show of Shows
- 1929: General Crack
- 1930: The Man from Blankley's
- 1930: Moby Dick
- 1931: Trilby
- 1931: The Mad Genius
- 1932: Arsene Lupin, der König der Diebe (Arsène Lupin)
- 1932: Menschen im Hotel (Grand Hotel)
- 1932: State’s Attorney
- 1932: Eine Scheidung (A Bill of Divorcement)
- 1932: Rasputin: Der Dämon Rußlands (Rasputin and the Empress)
- 1933: Topaze
- 1933: Rendez-vous in Wien (Reunion in Vienna)
- 1933: Dinner um acht (Dinner at Eight)
- 1933: Nachtflug (Night Flight)
- 1933: Der Staranwalt von Manhattan (Counsellor at Law)
- 1933: Hamlet, Act I: Scenes IV and V (Kurzfilm)
- 1934: Long Lost Father
- 1934: Napoleon vom Broadway (Twentieth Century)
- 1936: Movie Maniacs (Kurzfilm)
- 1936: Romeo und Julia (Romeo and Juliet)
- 1937: Maienzeit (Maytime)
- 1937: Bulldog Drummond – Die Rache der schwarzen Witwe (Bulldog Drummond Comes Back)
- 1937: Unter Mordverdacht (Night Club Scandal)
- 1937: Scotland Yard greift ein! (Bulldog Drummond’s Revenge)
- 1937: Ein Mordsschwindel (True Confession)
- 1938: Bulldog Drummond’s Peril
- 1938: Romance in the Dark
- 1938: Marie-Antoinette
- 1938: Piraten in Alaska (Spawn of the North)
- 1938: Hold That Co-ed
- 1939: The Great Man Votes
- 1939: Enthüllung um Mitternacht (Midnight)
- 1940: The Great Profile
- 1940: Die unsichtbare Frau (The Invisible Woman)
- 1941: World Premiere
- 1941: Playmates

## Hauptrollen am Broadway (Auswahl)
- 1904: The Dictator
- 1909: The Fortune Hunter
- 1911: Uncle Sam
- 1912: The Affairs of Anatol
- 1916: Justice
- 1917: Peter Ibbetson
- 1920: Richard III.
- 1922: Hamlet
- 1940: My Dear Children